# Volta a Alemanya 2021
La Volta a Alemanya 2021, 35a edició de la Volta a Alemanya, es disputà entre el 26 i el 29 d'agost de 2021 sobre un recorregut de 720,5 km repartits quatre etapes. La cursa formava part del calendari de l'UCI ProSeries 2021, amb una categoria 2.Pro.
El vencedor final fou l'alemany Nils Politt (Bora-Hansgrohe), amb quatre segons d'avantatge sobre el seu compatriota i company d'equip Pascal Ackermann. Alexander Kristoff (UAE Team Emirates) completà el podi.

## Equips
L'organització convidà a prendre part en la cursa a nou equips UCI WorldTeams, set ProTeams, cinc equips continentals i una selecció nacional:
| WorldTeams (9)- Bora-Hansgrohe - Israel Start-Up Nation - Deceuninck-Quick Step - UAE Team Emirates - AG2R Citroën Team - Team DSM - Movistar Team - Intermarché-Wanty-Gobert Matériaux - Bahrain Victorious ProTeams (7)- Gazprom-RusVelo - Alpecin-Fenix - B&B Hotels p/b KTM - Rally Cycling - Uno-X Pro Cycling Team - Sport Vlaanderen-Baloise - Equipo Kern Pharma Equips continentals (5)- Bike Aid - Dauner-AKKON - Lotto-Kern-Haus - Team SKS Sauerland NRW - P&S Metalltechnik Equip nacional- Alemanya |
| |

## Etapes
| Etapa    | Data      | Ciutats d'etapa        | type                    | Distància (km) | Desnivell (m) | Vencedor de l'etapa | Líder de la general |
| -------- | --------- | ---------------------- | ----------------------- | -------------- | ------------- | ------------------- | ------------------- |
| 1a etapa | 26 de ago | Stralsund – Schwerin   | etapa plana             | 191,4          | 906 m         | Pascal Ackermann    | Pascal Ackermann    |
| 2a etapa | 27 de ago | Sangerhausen – Ilmenau | etapa accidentada       | 180,8          | 2.082 m       | Alexander Kristoff  | Pascal Ackermann    |
| 3a etapa | 28 de ago | Ilmenau – Erlangen     | etapa accidentada       | 193,9          | 1.923 m       | Nils Politt         | Nils Politt         |
| 4a etapa | 29 de ago | Erlangen – Nuremberg   | etapa de mitja muntanya | 154,4          | 2.122 m       | Alexander Kristoff  | Nils Politt         |

### Etapa 1
| \| Classificació de l'etapa \| Classificació de l'etapa \| Classificació de l'etapa \| Classificació de l'etapa \| Classificació de l'etapa \| \| Corredor \| Corredor \| Equip \| Temps \| \| \| ------------------------ \| ------------------------ \| ------------------------ \| ------------------------ \| ------------------------ \| \| 1r \| Pascal Ackermann \| Bora-Hansgrohe \| 4h 07' 01" \| \| \| 2n \| Phil Bauhaus \| Bahrain Victorious \| + 0" \| \| \| 3r \| Marco Haller \| Bahrain Victorious \| + 0" \| \| \| 4t \| Yves Lampaert \| Deceuninck-Quick Step \| + 0" \| \| \| 5è \| Jannik Steimle \| Deceuninck-Quick Step \| + 0" \| \| \| 6è \| David van der Poel \| Alpecin-Fenix \| + 0" \| \| \| 7è \| Luca Mozzato \| B&B Hotels p/b KTM \| + 0" \| \| \| 8è \| Jens Reynders \| Sport Vlaanderen-Baloise \| + 0" \| \| \| 9è \| Marco Canola \| Gazprom-RusVelo \| + 0" \| \| \| 10è \| Kim Heiduk \| Team Lotto-Kern Haus \| + 0" \| \| |                    |                          |            |
| |                    |                          |            |
| Font: ProCyclingStats |                    |                          |            |
| Classificació de l'etapa |                    |                          |            |
| Corredor | Corredor           | Equip                    | Temps      |
| 1r | Pascal Ackermann   | Bora-Hansgrohe           | 4h 07' 01" |
| 2n | Phil Bauhaus       | Bahrain Victorious       | + 0"       |
| 3r | Marco Haller       | Bahrain Victorious       | + 0"       |
| 4t | Yves Lampaert      | Deceuninck-Quick Step    | + 0"       |
| 5è | Jannik Steimle     | Deceuninck-Quick Step    | + 0"       |
| 6è | David van der Poel | Alpecin-Fenix            | + 0"       |
| 7è | Luca Mozzato       | B&B Hotels p/b KTM       | + 0"       |
| 8è | Jens Reynders      | Sport Vlaanderen-Baloise | + 0"       |
| 9è | Marco Canola       | Gazprom-RusVelo          | + 0"       |
| 10è | Kim Heiduk         | Team Lotto-Kern Haus     | + 0"       |

| \| Classificació general \| Classificació general \| Classificació general \| Classificació general \| Classificació general \| \| Corredor \| Corredor \| Equip \| Temps \| \| \| --------------------- \| --------------------- \| ------------------------ \| --------------------- \| --------------------- \| \| 1r \| Pascal Ackermann \| Bora-Hansgrohe \| 4h 06' 51" \| \| \| 2n \| Phil Bauhaus \| Bahrain Victorious \| + 4" \| \| \| 3r \| Marco Haller \| Bahrain Victorious \| + 6" \| \| \| 4t \| Yves Lampaert \| Deceuninck-Quick Step \| + 10" \| \| \| 5è \| Jannik Steimle \| Deceuninck-Quick Step \| + 10" \| \| \| 6è \| David van der Poel \| Alpecin-Fenix \| + 10" \| \| \| 7è \| Luca Mozzato \| B&B Hotels p/b KTM \| + 10" \| \| \| 8è \| Jens Reynders \| Sport Vlaanderen-Baloise \| + 10" \| \| \| 9è \| Marco Canola \| Gazprom-RusVelo \| + 10" \| \| \| 10è \| Kim Heiduk \| Team Lotto-Kern Haus \| + 10" \| \| |                    |                          |            |
| |                    |                          |            |
| Font: ProCyclingStats |                    |                          |            |
| Classificació general |                    |                          |            |
| Corredor | Corredor           | Equip                    | Temps      |
| 1r | Pascal Ackermann   | Bora-Hansgrohe           | 4h 06' 51" |
| 2n | Phil Bauhaus       | Bahrain Victorious       | + 4"       |
| 3r | Marco Haller       | Bahrain Victorious       | + 6"       |
| 4t | Yves Lampaert      | Deceuninck-Quick Step    | + 10"      |
| 5è | Jannik Steimle     | Deceuninck-Quick Step    | + 10"      |
| 6è | David van der Poel | Alpecin-Fenix            | + 10"      |
| 7è | Luca Mozzato       | B&B Hotels p/b KTM       | + 10"      |
| 8è | Jens Reynders      | Sport Vlaanderen-Baloise | + 10"      |
| 9è | Marco Canola       | Gazprom-RusVelo          | + 10"      |
| 10è | Kim Heiduk         | Team Lotto-Kern Haus     | + 10"      |

### Etapa 2
| \| Classificació de l'etapa \| Classificació de l'etapa \| Classificació de l'etapa \| Classificació de l'etapa \| Classificació de l'etapa \| \| Corredor \| Corredor \| Equip \| Temps \| \| \| ------------------------ \| ------------------------ \| ---------------------------------- \| ------------------------ \| ------------------------ \| \| 1r \| Alexander Kristoff \| UAE Team Emirates \| 4h 24' 12" \| \| \| 2n \| Phil Bauhaus \| Bahrain Victorious \| + 0" \| \| \| 3r \| Pascal Ackermann \| Bora-Hansgrohe \| + 0" \| \| \| 4t \| Jannik Steimle \| Deceuninck-Quick Step \| + 2" \| \| \| 5è \| Sven Erik Bystrøm \| UAE Team Emirates \| + 2" \| \| \| 6è \| Rasmus Tiller \| Uno-X Pro Cycling Team \| + 2" \| \| \| 7è \| Jonas Koch \| Intermarché-Wanty-Gobert Matériaux \| + 2" \| \| \| 8è \| Matteo Jorgenson \| Movistar Team \| + 2" \| \| \| 9è \| Luca Mozzato \| B&B Hotels p/b KTM \| + 2" \| \| \| 10è \| Yves Lampaert \| Deceuninck-Quick Step \| + 2" \| \| |                    |                                    |            |
| |                    |                                    |            |
| Font: ProCyclingStats |                    |                                    |            |
| Classificació de l'etapa |                    |                                    |            |
| Corredor | Corredor           | Equip                              | Temps      |
| 1r | Alexander Kristoff | UAE Team Emirates                  | 4h 24' 12" |
| 2n | Phil Bauhaus       | Bahrain Victorious                 | + 0"       |
| 3r | Pascal Ackermann   | Bora-Hansgrohe                     | + 0"       |
| 4t | Jannik Steimle     | Deceuninck-Quick Step              | + 2"       |
| 5è | Sven Erik Bystrøm  | UAE Team Emirates                  | + 2"       |
| 6è | Rasmus Tiller      | Uno-X Pro Cycling Team             | + 2"       |
| 7è | Jonas Koch         | Intermarché-Wanty-Gobert Matériaux | + 2"       |
| 8è | Matteo Jorgenson   | Movistar Team                      | + 2"       |
| 9è | Luca Mozzato       | B&B Hotels p/b KTM                 | + 2"       |
| 10è | Yves Lampaert      | Deceuninck-Quick Step              | + 2"       |

| \| Classificació general \| Classificació general \| Classificació general \| Classificació general \| Classificació general \| \| Corredor \| Corredor \| Equip \| Temps \| \| \| --------------------- \| --------------------- \| ---------------------------------- \| --------------------- \| --------------------- \| \| 1r \| Pascal Ackermann \| Bora-Hansgrohe \| 8h 30' 59" \| \| \| 2n \| Phil Bauhaus \| Bahrain Victorious \| + 2" \| \| \| 3r \| Alexander Kristoff \| UAE Team Emirates \| + 4" \| \| \| 4t \| Marco Haller \| Bahrain Victorious \| + 11" \| \| \| 5è \| Georg Zimmermann \| Intermarché-Wanty-Gobert Matériaux \| + 13" \| \| \| 6è \| Joshua Huppertz \| Team Lotto-Kern Haus \| + 13" \| \| \| 7è \| Nils Politt \| Bora-Hansgrohe \| + 14" \| \| \| 8è \| Jannik Steimle \| Deceuninck-Quick Step \| + 16" \| \| \| 9è \| Yves Lampaert \| Deceuninck-Quick Step \| + 16" \| \| \| 10è \| Luca Mozzato \| B&B Hotels p/b KTM \| + 16" \| \| |                    |                                    |            |
| |                    |                                    |            |
| Font: ProCyclingStats |                    |                                    |            |
| Classificació general |                    |                                    |            |
| Corredor | Corredor           | Equip                              | Temps      |
| 1r | Pascal Ackermann   | Bora-Hansgrohe                     | 8h 30' 59" |
| 2n | Phil Bauhaus       | Bahrain Victorious                 | + 2"       |
| 3r | Alexander Kristoff | UAE Team Emirates                  | + 4"       |
| 4t | Marco Haller       | Bahrain Victorious                 | + 11"      |
| 5è | Georg Zimmermann   | Intermarché-Wanty-Gobert Matériaux | + 13"      |
| 6è | Joshua Huppertz    | Team Lotto-Kern Haus               | + 13"      |
| 7è | Nils Politt        | Bora-Hansgrohe                     | + 14"      |
| 8è | Jannik Steimle     | Deceuninck-Quick Step              | + 16"      |
| 9è | Yves Lampaert      | Deceuninck-Quick Step              | + 16"      |
| 10è | Luca Mozzato       | B&B Hotels p/b KTM                 | + 16"      |

### Etapa 3
| \| Classificació de l'etapa \| Classificació de l'etapa \| Classificació de l'etapa \| Classificació de l'etapa \| Classificació de l'etapa \| \| Corredor \| Corredor \| Equip \| Temps \| \| \| ------------------------ \| ------------------------ \| ------------------------ \| ------------------------ \| ------------------------ \| \| 1r \| Nils Politt \| Bora-Hansgrohe \| 4h 25' 15" \| \| \| 2n \| Dylan Teuns \| Bahrain Victorious \| + 11" \| \| \| 3r \| André Greipel \| Israel Start-Up Nation \| + 12" \| \| \| 4t \| Pascal Ackermann \| Bora-Hansgrohe \| + 12" \| \| \| 5è \| John Degenkolb \| Alemanya \| + 12" \| \| \| 6è \| Mark Cavendish \| Deceuninck-Quick Step \| + 12" \| \| \| 7è \| Marius Mayrhofer \| Team DSM \| + 12" \| \| \| 8è \| Alexander Kristoff \| UAE Team Emirates \| + 12" \| \| \| 9è \| Sebastián Mora Vedri \| Movistar Team \| + 12" \| \| \| 10è \| Johannes Hodapp \| Team SKS Sauerland NRW \| + 12" \| \| |                      |                        |            |
| |                      |                        |            |
| Font: ProCyclingStats |                      |                        |            |
| Classificació de l'etapa |                      |                        |            |
| Corredor | Corredor             | Equip                  | Temps      |
| 1r | Nils Politt          | Bora-Hansgrohe         | 4h 25' 15" |
| 2n | Dylan Teuns          | Bahrain Victorious     | + 11"      |
| 3r | André Greipel        | Israel Start-Up Nation | + 12"      |
| 4t | Pascal Ackermann     | Bora-Hansgrohe         | + 12"      |
| 5è | John Degenkolb       | Alemanya               | + 12"      |
| 6è | Mark Cavendish       | Deceuninck-Quick Step  | + 12"      |
| 7è | Marius Mayrhofer     | Team DSM               | + 12"      |
| 8è | Alexander Kristoff   | UAE Team Emirates      | + 12"      |
| 9è | Sebastián Mora Vedri | Movistar Team          | + 12"      |
| 10è | Johannes Hodapp      | Team SKS Sauerland NRW | + 12"      |

| \| Classificació general \| Classificació general \| Classificació general \| Classificació general \| Classificació general \| \| Corredor \| Corredor \| Equip \| Temps \| \| \| --------------------- \| --------------------- \| ---------------------------------- \| --------------------- \| --------------------- \| \| 1r \| Nils Politt \| Bora-Hansgrohe \| 12h 56' 18" \| \| \| 2n \| Pascal Ackermann \| Bora-Hansgrohe \| + 8" \| \| \| 3r \| Phil Bauhaus \| Bahrain Victorious \| + 10" \| \| \| 4t \| Alexander Kristoff \| UAE Team Emirates \| + 12" \| \| \| 5è \| Dylan Teuns \| Bahrain Victorious \| + 17" \| \| \| 6è \| Marco Haller \| Bahrain Victorious \| + 19" \| \| \| 7è \| Georg Zimmermann \| Intermarché-Wanty-Gobert Matériaux \| + 19" \| \| \| 8è \| Marcel Meisen \| Alpecin-Fenix \| + 21" \| \| \| 9è \| Joshua Huppertz \| Team Lotto-Kern Haus \| + 21" \| \| \| 10è \| Marco Canola \| Gazprom-RusVelo \| + 23" \| \| |                    |                                    |             |
| |                    |                                    |             |
| Font: ProCyclingStats |                    |                                    |             |
| Classificació general |                    |                                    |             |
| Corredor | Corredor           | Equip                              | Temps       |
| 1r | Nils Politt        | Bora-Hansgrohe                     | 12h 56' 18" |
| 2n | Pascal Ackermann   | Bora-Hansgrohe                     | + 8"        |
| 3r | Phil Bauhaus       | Bahrain Victorious                 | + 10"       |
| 4t | Alexander Kristoff | UAE Team Emirates                  | + 12"       |
| 5è | Dylan Teuns        | Bahrain Victorious                 | + 17"       |
| 6è | Marco Haller       | Bahrain Victorious                 | + 19"       |
| 7è | Georg Zimmermann   | Intermarché-Wanty-Gobert Matériaux | + 19"       |
| 8è | Marcel Meisen      | Alpecin-Fenix                      | + 21"       |
| 9è | Joshua Huppertz    | Team Lotto-Kern Haus               | + 21"       |
| 10è | Marco Canola       | Gazprom-RusVelo                    | + 23"       |

### Etapa 4
| \| Classificació de l'etapa \| Classificació de l'etapa \| Classificació de l'etapa \| Classificació de l'etapa \| Classificació de l'etapa \| \| Corredor \| Corredor \| Equip \| Temps \| \| \| ------------------------ \| -------------------------- \| ---------------------------------- \| ------------------------ \| ------------------------ \| \| 1r \| Alexander Kristoff \| UAE Team Emirates \| 3h 33' 25" \| \| \| 2n \| Pascal Ackermann \| Bora-Hansgrohe \| + 0" \| \| \| 3r \| Luca Mozzato \| B&B Hotels p/b KTM \| + 0" \| \| \| 4t \| Rasmus Tiller \| Uno-X Pro Cycling Team \| + 0" \| \| \| 5è \| Francisco Galván Fernández \| Equipo Kern Pharma \| + 0" \| \| \| 6è \| Marco Haller \| Bahrain Victorious \| + 0" \| \| \| 7è \| Jannik Steimle \| Deceuninck-Quick Step \| + 0" \| \| \| 8è \| Alan Retailleau \| AG2R Citroën Team \| + 0" \| \| \| 9è \| John Degenkolb \| Lotto-Soudal \| + 0" \| \| \| 10è \| Jonas Koch \| Intermarché-Wanty-Gobert Matériaux \| + 0" \| \| |                            |                                    |            |
| |                            |                                    |            |
| Font: ProCyclingStats |                            |                                    |            |
| Classificació de l'etapa |                            |                                    |            |
| Corredor | Corredor                   | Equip                              | Temps      |
| 1r | Alexander Kristoff         | UAE Team Emirates                  | 3h 33' 25" |
| 2n | Pascal Ackermann           | Bora-Hansgrohe                     | + 0"       |
| 3r | Luca Mozzato               | B&B Hotels p/b KTM                 | + 0"       |
| 4t | Rasmus Tiller              | Uno-X Pro Cycling Team             | + 0"       |
| 5è | Francisco Galván Fernández | Equipo Kern Pharma                 | + 0"       |
| 6è | Marco Haller               | Bahrain Victorious                 | + 0"       |
| 7è | Jannik Steimle             | Deceuninck-Quick Step              | + 0"       |
| 8è | Alan Retailleau            | AG2R Citroën Team                  | + 0"       |
| 9è | John Degenkolb             | Lotto-Soudal                       | + 0"       |
| 10è | Jonas Koch                 | Intermarché-Wanty-Gobert Matériaux | + 0"       |

## Classificació final
| \| Classificació general \| Classificació general \| Classificació general \| Classificació general \| Classificació general \| \| Corredor \| Corredor \| Equip \| Temps \| \| \| --------------------- \| --------------------- \| ---------------------------------- \| --------------------- \| --------------------- \| \| 1r \| Nils Politt \| Bora-Hansgrohe \| 16h 29' 41" \| \| \| 2n \| Pascal Ackermann \| Bora-Hansgrohe \| + 4" \| \| \| 3r \| Alexander Kristoff \| UAE Team Emirates \| + 4" \| \| \| 4t \| Dylan Teuns \| Bahrain Victorious \| + 19" \| \| \| 5è \| Georg Zimmermann \| Intermarché-Wanty-Gobert Matériaux \| + 19" \| \| \| 6è \| Marco Haller \| Bahrain Victorious \| + 21" \| \| \| 7è \| Luca Mozzato \| B&B Hotels p/b KTM \| + 22" \| \| \| 8è \| Marco Canola \| Gazprom-RusVelo \| + 22" \| \| \| 9è \| Marcel Meisen \| Alpecin-Fenix \| + 24" \| \| \| 10è \| Jonas Koch \| Intermarché-Wanty-Gobert Matériaux \| + 26" \| \| |                    |                                    |             |
| |                    |                                    |             |
| Font: ProCyclingStats |                    |                                    |             |
| Classificació general |                    |                                    |             |
| Corredor | Corredor           | Equip                              | Temps       |
| 1r | Nils Politt        | Bora-Hansgrohe                     | 16h 29' 41" |
| 2n | Pascal Ackermann   | Bora-Hansgrohe                     | + 4"        |
| 3r | Alexander Kristoff | UAE Team Emirates                  | + 4"        |
| 4t | Dylan Teuns        | Bahrain Victorious                 | + 19"       |
| 5è | Georg Zimmermann   | Intermarché-Wanty-Gobert Matériaux | + 19"       |
| 6è | Marco Haller       | Bahrain Victorious                 | + 21"       |
| 7è | Luca Mozzato       | B&B Hotels p/b KTM                 | + 22"       |
| 8è | Marco Canola       | Gazprom-RusVelo                    | + 22"       |
| 9è | Marcel Meisen      | Alpecin-Fenix                      | + 24"       |
| 10è | Jonas Koch         | Intermarché-Wanty-Gobert Matériaux | + 26"       |

## Classificacions secundàries

### Classificació per punts
| Classificació per punts | Classificació per punts | Classificació per punts | Classificació per punts | Classificació per punts |
| Corredor                | Corredor                | Equip                   | Punts                   |                         |
| ----------------------- | ----------------------- | ----------------------- | ----------------------- | ----------------------- |
| 1r                      | Pascal Ackermann        | Bora-Hansgrohe          | 46 pts                  |                         |
| 2n                      | Alexander Kristoff      | UAE Team Emirates       | 33 pts                  |                         |
| 3r                      | Jannik Steimle          | Deceuninck-Quick Step   | 17 pts                  |                         |
| 4t                      | Nils Politt             | Bora-Hansgrohe          | 15 pts                  |                         |
| 5è                      | Dylan Teuns             | Bahrain Victorious      | 15 pts                  |                         |
| 6è                      | Luca Mozzato            | B&B Hotels p/b KTM      | 15 pts                  |                         |
| 7è                      | Marco Haller            | Bahrain Victorious      | 14 pts                  |                         |
| 8è                      | Rasmus Tiller           | Uno-X Pro Cycling Team  | 12 pts                  |                         |
| 9è                      | Matteo Jorgenson        | Movistar Team           | 8 pts                   |                         |
| 10è                     | John Degenkolb          | Lotto-Soudal            | 8 pts                   |                         |

### Classificació de la muntanya
| Classificació de la muntanya | Classificació de la muntanya | Classificació de la muntanya | Classificació de la muntanya | Classificació de la muntanya |
| Corredor                     | Corredor                     | Equip                        | Punts                        |                              |
| ---------------------------- | ---------------------------- | ---------------------------- | ---------------------------- | ---------------------------- |
| 1r                           | Louis Vervaeke               | Alpecin-Fenix                | 10 pts                       |                              |
| 2n                           | Dario Cataldo                | Movistar Team                | 10 pts                       |                              |
| 3r                           | Justin Wolf                  | Bike Aid                     | 8 pts                        |                              |
| 4t                           | Rémi Cavagna                 | Deceuninck-Quick Step        | 5 pts                        |                              |
| 5è                           | Kyle Murphy                  | Rally Cycling                | 5 pts                        |                              |
| 6è                           | Dylan Teuns                  | Bahrain Victorious           | 4 pts                        |                              |
| 7è                           | Jannis Peter                 | Rad-net Rose Team            | 4 pts                        |                              |
| 8è                           | Julian Lino                  | Bike Aid                     | 3 pts                        |                              |
| 9è                           | Robert Jägeler               | P&S Metalltechnik            | 3 pts                        |                              |
| 10è                          | Jannik Steimle               | Deceuninck-Quick Step        | 3 pts                        |                              |

### Classificació dels joves
| Classificació del millor jove | Classificació del millor jove | Classificació del millor jove      | Classificació del millor jove | Classificació del millor jove |
| Corredor                      | Corredor                      | Equip                              | Temps                         |                               |
| ----------------------------- | ----------------------------- | ---------------------------------- | ----------------------------- | ----------------------------- |
| 1r                            | Georg Zimmermann              | Intermarché-Wanty-Gobert Matériaux | 16h 30' 00"                   |                               |
| 2n                            | Luca Mozzato                  | B&B Hotels p/b KTM                 | + 3"                          |                               |
| 3r                            | Jannik Steimle                | Deceuninck-Quick Step              | + 7"                          |                               |
| 4t                            | Rasmus Tiller                 | Uno-X Pro Cycling Team             | + 7"                          |                               |
| 5è                            | Tom Lindner                   | P&S Metalltechnik                  | + 7"                          |                               |
| 6è                            | Juri Hollmann                 | Movistar Team                      | + 7"                          |                               |
| 7è                            | Jonas Rutsch                  | EF Education-Nippo                 | + 7"                          |                               |
| 8è                            | Fabio Van den Bossche         | Sport Vlaanderen-Baloise           | + 7"                          |                               |
| 9è                            | João Almeida                  | Deceuninck-Quick Step              | + 7"                          |                               |
| 10è                           | Roger Adrià Oliveras          | Equipo Kern Pharma                 | + 7"                          |                               |

### Classificació per equips
| Classificació per equips | Classificació per equips | Classificació per equips | Classificació per equips |
| Equip                    | Equip                    | Temps                    |                          |
| ------------------------ | ------------------------ | ------------------------ | ------------------------ |
| 1r                       | Bahrain Victorious       | 49h 30' 18"              |                          |
| 2n                       | UAE Team Emirates        | + 1"                     |                          |
| 3r                       | Deceuninck-Quick Step    | + 10"                    |                          |
| 4t                       | Alpecin-Fenix            | + 42"                    |                          |
| 5è                       | Bora-Hansgrohe           | + 4' 30"                 |                          |

## Evolució de les classificacions
| Etapa                  | Vencedor               | Classificació general | Classificació de la muntanya | Classificació per punts | Classificació dels joves | Classificació per equips | Classificació de la combativitat |
| ---------------------- | ---------------------- | --------------------- | ---------------------------- | ----------------------- | ------------------------ | ------------------------ | -------------------------------- |
| 1                      | Pascal Ackermann       | Pascal Ackermann      | Pascal Ackermann             | Robert Jägeler          | Jon Knolle               | Deceuninck-Quick Step    | Jon Knolle                       |
| 2                      | Alexander Kristoff     | Pascal Ackermann      | Pascal Ackermann             | Kyle Murphy             | Georg Zimmermann         | UAE Team Emirates        | Louis Vervaeke                   |
| 3                      | Nils Politt            | Nils Politt           | Pascal Ackermann             | Louis Vervaeke          | Georg Zimmermann         | Bahrain Victorious       | Henri Uhlig                      |
| 4                      | Alexander Kristoff     | Nils Politt           | Pascal Ackermann             | Dario Cataldo           | Georg Zimmermann         | UAE Team Emirates        | Dylan Teuns                      |
| Classificacions finals | Classificacions finals | Nils Politt           | Pascal Ackermann             | Dario Cataldo           | Georg Zimmermann         | UAE Team Emirates        | no entregat                      |